# Шерокі-Камень
Шерокі-Камень (пол. Szeroki Kamień, нім. Breitenstein) — село в Польщі, у гміні Барцин Жнінського повіту Куявсько-Поморського воєводства.
Населення — 47 осіб (2011).
У 1975-1998 роках село належало до Бидгощського воєводства.

## Демографія
Демографічна структура станом на 31 березня 2011 року:
|          | Загалом | Допрацездатний вік | Працездатний вік | Постпрацездатний вік |
| -------- | ------- | ------------------ | ---------------- | -------------------- |
| Чоловіки | 26      | 13                 | 13               | 0                    |
| Жінки    | 21      | 6                  | 12               | 3                    |
| Разом    | 47      | 19                 | 25               | 3                    |